# ميخائيل فالينزويلا
ميخائيل فالينزويلا (بالإسبانية: Michael Valenzuela)‏ هو حكم كرة قدم ومدرب كرة قدم ولاعب كرة قدم باراغواياني في مركز الدفاع، ولد في 19 فبراير 1980 في فيلا اليزا، باراغواي ‏ في باراغواي. لعب مع نادي بالستينو.

## وصلات خارجية
- ميخائيل فالينزويلا على موقع قاعدة بيانات كرة القدم.إي يو (الإنجليزية)
- ميخائيل فالينزويلا على موقع Soccerway.com (الإنجليزية)